# Democrație lichidă
Democrația lichidă este o formă de democrație delegativă  prin care un electorat are opțiunea de a conferi delegaților puterea de vot, precum și de a vota direct ei înșiși. Democrația lichidă este o categorie largă de aparate de control popular, deja existente sau propuse.  Alegătorii pot vota direct sau pot delega votul către alți participanți; alegătorii pot selecta, de asemenea, diferiți delegați pentru diferite probleme.  Cu alte cuvinte, individul A al unei societăți își poate delega puterea altui individ B - și poate retrage din nou această putere în orice moment, pentru orice motiv  . Democrația lichidă este sistemul de vot in care vointa poporului se manifesta cel mai nefiltrată, cu exceptia democratiei directe. 

Ilustrarea votului delegat. Alegătorii din stânga liniei albastre au votat prin delegație. Alegătorii din dreapta au votat direct. Numerele reprezintă cantitatea de alegători reprezentată de fiecare delegat, delegatul fiind inclus în numărare.

Democrația lichidă se află între democrația directă și cea reprezentativă . În democrația directă, participanții trebuie să voteze personal asupra tuturor problemelor, în timp ce în democrația reprezentativă participanții votează pentru reprezentanți o dată în anumite cicluri electorale. Între timp, democrația lichidă nu depinde de reprezentanți, ci mai degrabă de o delegare de voturi ponderată și tranzitorie. Democrația lichidă prin alegeri poate împuternici indivizii să devină singuri interpreți ai intereselor națiunii. Permite cetățenilor să voteze direct cu privire la problemele politice, să delege voturile pe unul sau mai multe domenii politice delegaților la alegere, să delege voturile unuia sau mai multor persoane, să le delege în calitate de votant ponderat sau să scape de delegațiile voturilor lor ori de câte ori le place. 

## Origini
În 1884, Charles Dodgson (mai cunoscut sub pseudonimul său Lewis Carroll ) a fost un susținător timpuriu al acestui tip de sistem. Broșura sa din 1884 "Principiile reprezentării parlamentare" a expus un sistem bazat pe districtele cu mai mulți membri, fiecare alegător exprimând doar un singur vot, cotele ca cerințe minime pentru ocuparea locurilor și voturile transferate și „însoțite” de candidați pentru ocuparea locurilor rămase, în un proces numit acum Democrație lichidă.  Bryan Ford în lucrarea sa „Democrația delegativă” afirmă că acest lucru ar putea fi văzut ca primul pas către o democrație lichidă. 
Pe baza lucrărilor lui Jabbusch  și James Green-Armytage, democrația lichidă poate fi urmărită înapoi la opera reformatorului din Oregon William S. U'Ren. În 1912, el a făcut lobby pentru reprezentarea interactivă (Planul de reprezentare proxy),  unde influența politicienilor aleși va fi ponderată în funcție de numărul de voturi pe care fiecare le-a primit. 
Câteva decenii mai târziu, în jurul anului 1967, Gordon Tullock  a sugerat că alegătorii își pot alege reprezentanții sau se pot vota singuri în parlament „prin fir”, în timp ce dezbaterile erau difuzate la televizor. James C. Miller a favorizat ideea că toată lumea ar trebui să aibă posibilitatea de a vota singuri orice întrebare sau de a numi un reprezentant care să le poată transmite anchetele. La scurt timp după ce Miller a pledat în favoarea democrației lichide, în 1970, Martin Shubik a numit procesul „referendum instant”. Cu toate acestea, Shubik era îngrijorat de viteza luării deciziilor și de modul în care aceasta ar putea influența timpul disponibil pentru dezbaterile publice. 
La începutul anilor 2000, un utilizator web necunoscut, cunoscut sub numele de „sayke”, a susținut că „democrația lichidă poate fi gândită ca o funcție care ia o întrebare ca argument și returnează o listă de răspunsuri sortate în funcție de preferința grupului [...] ca votare sistem care migrează de-a lungul liniei dintre democrația directă și reprezentativă. " Această idee a condus la conceptul unui sistem informațional descentralizat care să permită participarea civică la luarea deciziilor politice, ceea ce ar împinge parlamentele să devină învechite. 

## Forma delegativă
Democrația lichidă prototipică a fost rezumată de Bryan Ford în lucrarea sa, „Democrația delegativă”, care conține următoarele principii: 
1. Alegerea rolului: membrii democrației pot acționa fie în mod pasiv ca individ, fie în mod activ ca delegat. Acest lucru este diferit de democrațiile reprezentative, care utilizează doar reprezentanți specifici. În acest fel, delegații pot fi selectivi cu privire la participarea lor în diferite domenii ale politicii.
2. Barieră scăzută în calea participării: delegații nu au dificultăți mari în a deveni delegați. În special, nu trebuie să câștige alegeri competitive care implică campanii politice.
3. Autoritate delegată: Delegații acționează în proces în numele lor și al persoanelor care îi aleg ca delegat. Puterea lor de a lua decizii variază în funcție de sprijinul lor diferit.
4. Confidențialitatea persoanei: toate voturile persoanelor sunt păstrate secrete pentru a preveni orice formă de constrângere a delegaților sau a altor persoane.
5. Responsabilitatea delegaților: spre deosebire de confidențialitatea indivizilor, deciziile formale ale delegaților sunt de obicei făcute publice alegătorilor lor și comunității mai largi pentru a-i trage la răspundere pentru acțiunile lor.
6. Specializarea prin delegație: delegații pot avea atât autorități generale delegate acestora de la alegători individuali, cât și autorități specializate re-delegate acestora de la alți delegați pentru a lucra în numele lor.

Există și variații ale acestui model general, iar acest contur este menționat aici doar pentru orientare în cadrul unui model general. De exemplu, în „Bucuria Revoluției”  delegații sunt lăsați deschiși să fie specializați în momentul delegării autorității fiecărui individ . În plus, principiile generale ale fluidității pot fi adesea aplicate conceptului astfel încât indivizii își pot revizui „votul” în orice moment modificându-și delegația înregistrată (uneori numită „împuternicit”) cu organizația de guvernare. 

## Contrastat cu votul prin procură
Paradigma democrației lichide este diferită de cea a votului prin împuternicire, deoarece democrația lichidă permite delegaților să delege toate voturile lor (inclusiv cele pe care le-au delegat) altui mandat. Teoretic, voturile pot fi transmise iar și iar și iar.  În loc să voteze doar un vot specific ca în votarea prin procură, democrația lichidă permite delegatului să participe efectiv la proces în numele alegătorului. Dacă cineva care și-a delegat votul altcuiva nu-i place modul în care a votat delegatul, poate să se voteze singur sau să aleagă un alt delegat pentru următorul vot. 

## Contrastat cu democrația reprezentativă
Crucial pentru înțelegerea democrației lichide este viziunea teoriei despre rolul delegației în democrația reprezentativă . Democrația reprezentativă este văzută ca o formă de guvernare prin care un singur câștigător este determinat pentru o jurisdicție predefinită, cu o schimbare de delegare care are loc numai după durata de timp prestabilită. În unele cazuri, termenii pot fi reduși printr-o alegere de revocare forțată, deși candidatul revocat poate câștiga provocarea electorală ulterioară și își poate îndeplini mandatul.
Acest lucru este în contrast cu majoritatea formelor de reprezentare denumite „ delegative ”. Este posibil ca delegații să nu aibă, dar, de obicei, să aibă limite specifice asupra mandatului lor ca delegați și nici nu reprezintă jurisdicții specifice. Unele diferențe cheie includ:
1. Opționalitatea lungimilor termenului.
2. Posibilitate de participare directă.
3. Puterea delegatului este decisă într-o oarecare măsură de asocierea voluntară a membrilor, mai degrabă decât de o victorie electorală într-o jurisdicție predefinită. (A se vedea, de asemenea: vot unic transferabil . )
4. Delegații rămân apelabili în orice moment și în orice proporție.
5. Adesea, alegătorii au autoritatea de a refuza respectarea unei politici prin intermediul referendumului popular care anulează deciziile delegaților sau prin nerespectarea de către membrii în cauză. Acest lucru nu este de obicei cazul în democrația reprezentativă.
6. Există posibilitatea diferențierii între delegați în ceea ce privește ce formă de vot le-a delegat membrul. De exemplu: „sunteți delegatul meu pe probleme de securitate națională și subvenții agricole”. [18] [19]

Spre deosebire de democrația reprezentativă, în cadrul democrației lichide, delegațiile de vot sunt tranzitive și nu depind de perioadele electorale. Conceptul de democrație lichidă descrie o formă de luare a deciziilor colective, care combină elemente de democrație directă și democrație reprezentativă prin utilizarea software-ului . Acest lucru permite alegătorilor să voteze în mod direct pe probleme, sau să delege puterea lor de vot unei persoane sau unui partid de încredere. Mai mult, participanții sunt împuterniciți să își retragă voturile în orice moment.
Perioadele de votare pot trece prin multe etape înainte ca voturile finale să fie calculate. De asemenea, atunci când alegătorii folosesc opțiunea de delegare, delegații pot vedea ce s-a întâmplat cu votul lor, asigurând responsabilitatea sistemului. Faptul că delegații își pot revoca voturile de la reprezentantul lor este un alt aspect semnificativ al modului în care democrația lichidă poate rafina conceptele contemporane de democrație reprezentativă.
Permițând revocarea voturilor în orice moment, societatea poate înlocui reprezentanții care nu oferă rezultate ideale și pot alege reprezentanți mai promițători. În acest fel, alegătorii au posibilitatea de a alege în mod eficient cei mai adecvați sau competenți reprezentanți tematici specifici și membrii unei comunități sau ale electoratului, în timp real, pot modela bunăstarea bunurilor lor comune, excluzând factorii de decizie nedorite și promovând cele dorite. Software-ul de vot LiquidFeedback, de exemplu, prin conotația sa de lichiditate, se bazează pe acest aspect în timp real.
În ceea ce privește elementele obiectiv-tehnologice dintre exemplele de software democrație lichidă, este rezonabil să se stabilească faptul că inițial nu au fost dezvoltate cu intenția de a înlocui procesele actuale și ferm stabilite de luare a deciziilor în partidele politice sau guvernele locale . Pe baza cercetărilor academice, este semnificativ că software-ul de democrație lichidă are funcția intrinsecă de a contribui cu o valoare suplimentară și alternativă la procesele alegerilor tradiționale, la canalele de comunicare și discuție sau la consultarea publică.

## Contrastat cu democrația directă
Democrația directă este o formă de control popular în care toate deciziile colective sunt luate prin voturile directe ale electoratului. În mod obișnuit, democrația lichidă se știe că ia ideea care stă la baza democrației directe, că alegătorii pot vota direct asupra politicilor și o potrivi. Democrația lichidă este un fel de democrație directă voluntară prin faptul că participanții pot fi incluși în decizii (și se așteaptă de obicei să fie, în mod implicit), dar pot renunța prin abținere sau delegarea votului altcuiva atunci când le lipsește timpul, interesul, sau expertiză pentru a vota asupra subiectului delegat. În schimb, în democrația directă, toți alegătorii eligibili sunt așteptați să fie informați cu privire la toate evenimentele și problemele politice, deoarece alegătorii iau fiecare decizie cu privire la aceste probleme politice. 

## Criticism
Bryan Ford explică faptul că unele dintre provocările actuale ale democrației lichide includ concentrarea neintenționată a voturilor delegate din cauza numărului mare de oameni care participă la platforme și la luarea deciziilor; construirea unei implementări mai sigure și descentralizate a platformelor online pentru a evita administratorii sau hackerii fără scrupule; scurtarea pragurilor dintre confidențialitatea alegătorilor; și delegarea responsabilității. 
O altă critică făcută împotriva democrației lichide este lipsa accesului la platformele digitale de către populația larg răspândită ( decalajul digital ). În majoritatea țărilor în curs de dezvoltare, nu fiecare cetățean are acces la un smartphone, computer sau conexiune la internet. În unele țări dezvoltate, același lucru este adevărat; în Statele Unite, de exemplu, 81% dintre americani dețin un smartphone, rezultând 19% dintre cetățeni fără acces.  Această diferență tehnologică atât în acces, cât și în cunoștințe ar avea ca rezultat o participare mai dezechilibrată decât ceea ce există deja. 
În plus, democrația lichidă poate evolua într-un tip de meritocrație, deciziile fiind delegate celor cu cunoștințe despre un anumit subiect sau cu experiență necesară.  Cu toate acestea, publicul larg ar putea să facă și greșeli dăunătoare „cu privire la chestiuni de bine comun”, din cauza faptului că pur și simplu nu dispune de suficiente informații corecte despre această problemă. O altă problemă este că interesele subiective ale oamenilor care intră în joc în timp ce votează ar putea „modela bunăstarea comunității lor”, mai ales dacă o persoană are propriul său vot asupra unei chestiuni și mai multe altele din delegație. 

## Exemple

### Voturi Google
Google a experimentat democrația lichidă printr-un sistem de rețea socială intern cunoscut sub numele de Google Votes.  Google Votes a fost utilizat în principal pentru delegarea voturilor pentru deciziile interne legate de produsele alimentare.

### Partide pirate
Părțile pirați, părțile care se concentrează pe reducerea cenzurii online și creșterea transparenței, au apărut pentru prima dată în Suedia în anul 2006.  Părțile Pirați din Germania,  Italia, Austria, Norvegia, Franța și Olanda  folosesc democrația lichidă cu software-ul open-source LiquidFeedback . 
Mai exact, în cazul Partidului Piraților din Germania, comunicarea cu cetățenii folosește instrumente și platforme similare cu partidele convenționale - inclusiv Facebook, Twitter și site-urile online - cu toate acestea, au dezvoltat proiectul „piratewiki”. Aceasta este o platformă deschisă deschisă contribuțiilor colaborative la procesul deliberativ politic.  „Feedback-ul lichid” a fost platforma utilizată de Partidul Pirat German din 2006, care le-a permis utilizatorilor să devină o parte a procesului de luare a deciziilor din interiorul partidului. 

### Argentina
Recent, în Argentina au fost create platforme virtuale. Democracia en Red este un grup de latino-americani care caută o redistribuire a puterii politice și o discuție mai incluzivă.  Ei au creat Democracy OS, o platformă care permite utilizatorilor de internet să propună, să dezbată și să voteze diferite subiecte. Pia Mancini susține că platforma deschide conversația democratică și modernizează procesul decizional democratic în era internetului.

### Demoex / Direktdemokraterna
Primul exemplu de democrație lichidă folosind un program software într-un cadru politic real a implicat partidul politic local Demoex din Vallentuna, o suburbie a Stockholmului: profesorul Per Norbäck și antreprenorul sv⁠(Mikael Nordfors)[Nordfors&page=sv&targettitle=sv traduceți] folosit un software numit NetConference Plus. Acest software nu mai este acceptat după falimentul companiei de producție, Vivarto AB. Partidul a avut un loc în parlamentul local în perioada 2002-2024, unde membrii decid modul în care reprezentantul lor va vota cu ajutorul votărilor pe internet. ☃☃ De atunci, Demoex și alte două partide au format Direktdemokraterna. 

### Muncitori industriali din lume
Muncitorii industriali ai lumii este un sindicat internațional care folosește democrația lichidă , precum și alte tipuri de democrație. Sucursalele locale aleg delegați pentru a participa la convenția anuală în care sunt construite referendumuri. Această uniune dezvoltă, de asemenea, aplicații care facilitează dezvoltarea lichidelor. Punerea în aplicare este necesară, deoarece procesul permite votarea să aibă loc, dar convenția nu este în măsură să aplice deciziile. 

### Civicracy
O formă experimentală de democrație lichidă numită Civicracy a fost testată la Universitatea de Tehnologie din Viena în 2012. A creat un consiliu de reprezentanți pe baza unui vot continuu de încredere din partea participanților, similar parlamentelor moderne. 

### LiquidFeedback

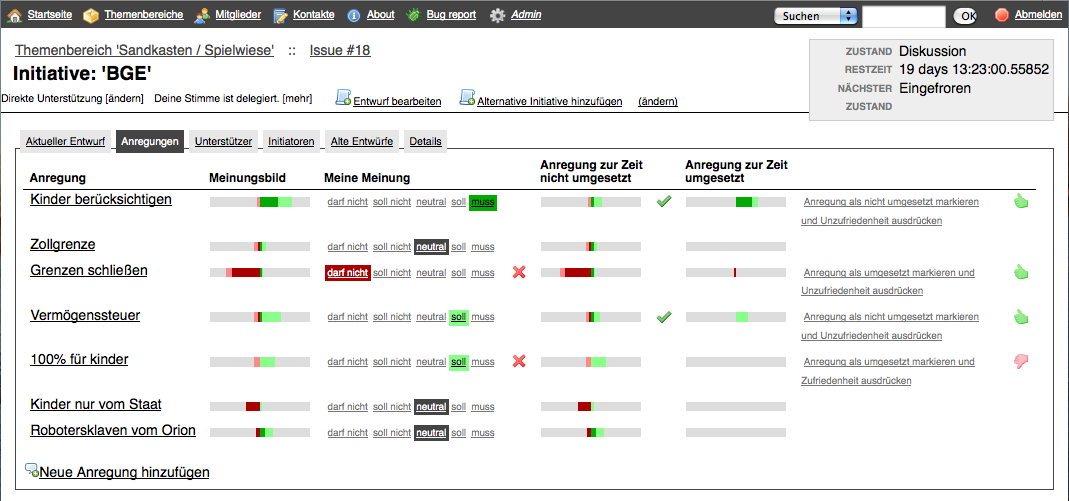
Aceasta este o imagine a platformei LiquidFeedback.

LiquidFeedback este un software folosit pentru formarea opiniei politice și luarea deciziilor. Platforma combină atât democrația reprezentativă, cât și democrația directă. LiquidFeedback permite organelor de conducere să obțină informații despre ceea ce caută corpul lor sau de ce au nevoie. LiquidFeedback se referă la Democrația lichidă prin faptul că permite indivizilor să-și împingă ideile fără teamă sau opoziție. Persoanele pot vota ele însele asupra problemelor sau pot delega acel vot celor pe care le consideră de cuviință.
Pe lângă vot și crearea deciziilor, aceștia sunt, de asemenea, capabili să creeze diverse propuneri. LiquidFeedback permite posibilitatea de a crea facturi și stabilește o democrație mai puternică, oferind oamenilor capacitatea de a lupta pentru politicile lor în condiții de siguranță. Acest lucru duce în cele din urmă la protecția minorităților, deoarece le permite să își prezinte punctele de vedere și să își propună votul.
LiquidFeedback nu este beneficial în sensul că a creat disparități și separări între membrii Partidului Pirat German . Partidul Pirat German este un partid politic din Germania fondat în septembrie 2006. Partidul a câștigat voturi pentru a influența patru parlamente de stat diferite, fiind Berlinul, Renania de Nord-Westfalia, Saarland și Schleswig-Holstein. Partidul susține drepturile civile actuale pe web și se opune politicilor de păstrare a datelor instituite în Europa.
Opoziția a subliniat că, deoarece software-ul înregistrează voturile persoanelor, permite, de asemenea, hackerilor să obțină informații despre tendințele politice și alte informații unice care se pot dovedi dăunătoare dacă sunt pe mâini greșite.
Avantajele LiquidFeedback sunt că, după cum sa menționat anterior, oferă mai multă voce oamenilor. Abilitatea de a delega voturi permite să aibă loc voturi mai educate. În plus, ar putea exista cazuri în care alegătorii nu pot vota din cauza circumstanțelor extreme. Prezența generală la vot poate crește prin instituirea acestei politici și platforme.

### LiquidFriesland
Un exemplu unic de utilizare a instrumentelor de democrație lichidă poate fi găsit într-una dintre guvernele locale din Germania - Friesland ( de⁠(LiquidFriesland)[traduceți] ). Structura de guvernare a județului Friesland este stabilită prin legile federale și legile statului, pentru a fi mai precis prin Constituția germană și Carta Saxoniei de Jos . Friesland este un județ, guvernat de Consiliul județean și comisarul județean, care sunt aleși de locuitorii din Friesland. Consiliul județean este considerat a fi principalul organ de conducere al județului, reprezentând cetățenii săi. Consiliul județean și comitetele sale iau decizii care privesc toate sferele vieții din Frisia. Inițiativa de a propune anumite acțiuni politice și decizii administrative aparține: 1) comisarului județean; 2) fracțiunile Consiliului Județean; 3) cetățenii.
Două opțiuni pentru a da viață LiquidFriesland până în 2012 (ambele sunt software open source și pot fi ușor modificate și distribuite, ceea ce reprezintă un mare avantaj):
LiquidFeedback care a fost construit pe principiul votului delegat. Are o mulțime de caracteristici suplimentare și a fost implementat în Pirate Party din 2009. Cu toate acestea, fiind dezvoltat inițial ca platformă de delegare, nu oferă o structură clară pentru prezentarea inițiativelor.
Adhocrația care a fost construită pe exemplul unui forum de discuții. Sugestii, modificări și comentarii se disting clar. Delegația apare în versiunea ulterioară în 2010.
Implementarea și utilizarea platformei LiquidFriesland au fost clar dominate de stilul birocratic de comunicare și procedurile de lucru. Participarea cetățenilor la platformă a fost înscrisă în structura ierarhică, unde sugestiile pe platformă au fost considerate drept intrări pentru cutia neagră birocratică, dar nu ca parte a procesului decizional din cadrul acesteia. Comunicarea cu principalele părți interesate - utilizatorii platformei - a fost structurată în conformitate cu aceeași logică și nu a fost reconstruită în cursul proiectului.
Nici un regulament nu a fost planificat să fie inițial adaptat pentru a permite politicienilor locali să desfășoare procesul de elaborare a legii pe platforma LiquidFriesland. În ceea ce privește aspectul delegării LiquidFriesland, acesta nu a fost niciodată specificat în niciun document de reglementare.
Nu mai mult de 500 de oameni s-au înregistrat pe LiquidFriesland și și-au activat conturile. Doar 20% dintre utilizatorii activați s-au conectat la platformă și doar 10% au arătat o anumită activitate pe LiquidFriesland.